# Benedikt Peňalosa y Mondragon
Dom Benedikt Peñalosa y Mondragon, OSB († 11. srpna 1646) byl španělský římskokatolický duchovní, člen benediktinského řádu v Montserratské kongregaci. V letech 1637–1646 byl opatem Emauzského kláštera v Praze. Jím začala éra "černých Španělů" v Emauzích, trvající až do 19. století.

## Život
Benedikt získal v roce 1614 doktorát z teologie a v roce 1631 přišel do Prahy. Po šesti letech jej císař Ferdinand III. prosadil do funkce opata v Emauzském klášteře. Spolu s Benediktem Peňalosou do Emauz přišla komunita „černých Španělů“ – mnichů Montserratské kongregace benediktinského řádu. Dosavadní skomírající český konvent přešel do kláštera při kostele sv. Mikuláše poblíž Staroměstského náměstí.
Benedikt Peñalosa přijal 1. června 1637 opatskou benedikci z rukou kardinála Harracha v chrámu sv. Víta. Pod jeho vedením se Emauzský klášter pozvolna pozvedl z dřívější stagnace. Opat Benedikt zemřel 11. srpna 1646.